# Torneig d'Històrics del Futbol Català
El Torneig d'Històrics del Futbol Català, sovint anomenat simplement Històrics, és un torneig amistós de futbol que ha aconseguit guanyar-se un gran prestigi dins del futbol d'estiu modest català. Impulsat des del seu inici pel Futbol Club Martinenc per commemorar el seu 75è aniversari, el club del Guinardó ha estat l'autèntica ànima del torneig, essent l'organitzador de la majoria d'edicions.

## Història
El torneig es començà a gestar a la primavera de l'any 1983 quan la junta directiva del FC Martinenc, presidida per Manuel Dengra Buendía, es reuní per estudiar els actes del 75è aniversari de l'entitat, sorgint la idea de fer un campionat amateur amb equips dels barris barcelonins. Es demanà la col·laboració dels clubs més propers i, davant la resposta positiva d'aquests, el quadre quedà finalment definit amb quatre equips de Tercera Divisió: Sant Andreu, Horta, Júpiter i Europa; i quatre de Regional Preferent: Poble Sec, Ibèria, Sants i el mateix Martinenc. Des d'aleshores, la competició s'ha vingut disputant cada any al camp municipal del Guinardó, amb les següents excepcions:
| Any                                                                                           | Organitzador            | Motiu                                   |
| --------------------------------------------------------------------------------------------- | ----------------------- | --------------------------------------- |
| 1992                                                                                          | —                       | Jocs Olímpics de Barcelona              |
| 1996                                                                                          | Unió Atlètica d'Horta   | 75è aniversari del club                 |
| 1998                                                                                          | —                       | Obres al Municipal del Guinardó         |
| 2003                                                                                          | Club de Futbol Badalona | Centenari del club                      |
| 2007                                                                                          | Club Esportiu Europa    | Centenari del club                      |
| 2011                                                                                          | Club Esportiu Júpiter   | Remodelació del Municipal de la Verneda |
| Entre els anys 2004 i 2009 l'organització fou itinerant entre els diversos clubs participants |                         |                                         |

## Sistema de competició
Tant el nombre de clubs inscrits com el format del torneig han anat variant al llarg dels anys. Actualment hi participen 12 equips de Barcelona ciutat i de la seva perifèria que comptin amb més de 70 anys d'història. Aquests 12 equips s'agrupen en 4 grups de 3 equips mitjançant un sorteig i utilitzant els de Segona Divisió B com a caps de sèrie. Els equips de cadascun d'aquests grups juguen un partit triangular entre ells (3 parts de 45 minuts) en un mateix dia i de la següent manera:
- Partit 1: Equip A - Equip B (en acabat, i sigui quin sigui el resultat, s'efectua una tanda de 3 llançaments de penals)
- Partit 2: Equip C - Perdedor Partit 1 (tanda de 3 penals només si hi ha opció d'un triple empat a la classificació final)
- Partit 3: Equip C - Guanyador Partit 1 (tanda de 3 penals només si hi ha un triple empat a la classificació final)

Si les anteriors tandes de penals acaben en empat, els llançaments es succeeixen un a un fins a desfer-lo. Els 4 guanyadors dels triangulars s'enfronten a les semifinals en partits normals de 90 minuts. Els dos guanyadors de les semifinals juguen la gran final també de 90 minuts. En cas d'empat a les semifinals i final, s'efectua una tanda de 5 llançaments de penal. Si persisteix l'empat, els llançaments es succeeixen un a un fins a desfer-lo.

## Historial de Finals (masculí)
| En negreta = Equip guanyador (p.) = Penals (pro.) = Pròrroga (1) = Nombre de títols |

| Edició                                                                  | Any  | Data | Campió              | Resultat      | Subcampió                | Seu                              |
| ----------------------------------------------------------------------- | ---- | ---- | ------------------- | ------------- | ------------------------ | -------------------------------- |
| I                                                                       | 1984 |      | FC Martinenc (1)    | 2-0           | UE Sants                 | Municipal del Guinardó           |
| II                                                                      | 1985 |      | CE Júpiter (1)      | 3-2           | CE Europa                | Municipal del Guinardó           |
| III                                                                     | 1986 |      | FC Martinenc (2)    | 2-0           | CF Badalona              | Municipal del Guinardó           |
| IV                                                                      | 1987 |      | CF Badalona (1)     | 5-1           | CE Júpiter               | Municipal del Guinardó           |
| V                                                                       | 1988 |      | CE Júpiter (2)      | 0-0 (7-6, p.) | FC Martinenc             | Municipal del Guinardó           |
| VI                                                                      | 1989 |      | CE Júpiter (3)      | 3-1           | FC Martinenc             | Municipal del Guinardó           |
| VII                                                                     | 1990 |      | FC Martinenc (3)    | 1-0           | UE Sant Andreu           | Municipal del Guinardó           |
| VIII                                                                    | 1991 |      | FC Martinenc (4)    | 1-1 (7-6, p.) | UE Sant Andreu           | Municipal del Guinardó           |
| No es disputà el 1992 per la celebració dels Jocs Olímpics de Barcelona |      |      |                     |               |                          |                                  |
| IX                                                                      | 1993 |      | UE Sants (1)        | 3-0           | CE Europa                | Municipal del Guinardó           |
| X                                                                       | 1994 |      | UA Horta (1)        | 0–0 (4–3, p.) | CE Júpiter               | Municipal del Guinardó           |
| XI                                                                      | 1995 |      | CE Júpiter (4)      | 2-1           | UA Horta                 | Municipal del Guinardó           |
| XII                                                                     | 1996 |      | UA Horta (2)        | 2-2 (4-3, p.) | CF Barceloneta           | Municipal d'Horta Feliu i Codina |
| XIII                                                                    | 1997 |      | UA Horta (3)        | 1-0           | CE Júpiter               | Municipal del Guinardó           |
| No es disputà el 1998 per obres al Camp Municipal del Guinardó          |      |      |                     |               |                          |                                  |
| XIV                                                                     | 1999 |      | UE Badaloní (1)     | 1-0           | CF Badalona              | Municipal del Guinardó           |
| XV                                                                      | 2000 |      | CE Júpiter B (5)    | 1-1 (5-3, p.) | CF Barceloneta           | Municipal del Guinardó           |
| XVI                                                                     | 2001 |      | UDA Gramenet B (1)  | 1-0           | CE Júpiter               | Municipal del Guinardó           |
| XVII                                                                    | 2002 |      | UDA Gramenet B (2)  | 2-2 (4-1, p.) | CF Badalona              | Municipal del Guinardó           |
| XVIII                                                                   | 2003 |      | CF Badalona (2)     | 0-0 (4-3, p.) | CE Sabadell FC           | Camp del Centenari, Badalona     |
| XIX                                                                     | 2004 |      | CF Badalona (3)     | 4-1           | UDA Gramenet B           | Camp del Centenari, Badalona     |
| XX                                                                      | 2005 |      | UE Sant Andreu (1)  | 2-1           | UDA Gramenet B           | Municipal Nou Sardenya           |
| XXI                                                                     | 2006 |      | CE Premià (1)       | 2-2 (5-4, p.) | CF Badalona              | Municipal Narcís Sala            |
| XXII                                                                    | 2007 |      | UE Sant Andreu (2)  | 1-0           | UA Horta                 | Municipal Nou Sardenya           |
| XXIII                                                                   | 2008 |      | CF Badalona (4)     | 7-0           | FC Martinenc             | Municipal Narcís Sala            |
| XXIV                                                                    | 2009 |      | CD Masnou (1)       | 1-0           | CE L'Hospitalet          | Municipal Narcís Sala            |
| XXV                                                                     | 2010 |      | CE Europa (1)       | 2-0           | UE Sant Andreu           | Municipal del Guinardó           |
| XXVI                                                                    | 2011 |      | CF Badalona (5)     | 2-0           | RCD Espanyol B           | La Verneda                       |
| XXVII                                                                   | 2012 |      | FC Santboià (1)     | 4-2           | UE Cornellà B            | Municipal del Guinardó           |
| XXVIII                                                                  | 2013 |      | AE Prat (1)         | 1-1 (6-5, p.) | UE Llagostera            | Municipal del Guinardó           |
| XXIX                                                                    | 2014 |      | UE Sant Andreu (3)  | 2-1           | CF Badalona              | Municipal del Guinardó           |
| XXX                                                                     | 2015 |      | CE L'Hospitalet (1) | 2-1           | EC Granollers            | Municipal del Guinardó           |
| XXXI                                                                    | 2016 |      | FC Vilafranca (1)   | 2-2 (5-4, p.) | CF Badalona              | Municipal del Guinardó           |
| XXXII                                                                   | 2017 |      | CF Badalona (6)     | 2-0           | Cerdanyola del Vallès FC | Municipal del Guinardó           |
| XXXIII                                                                  | 2018 |      | CF Badalona (7)     | 1-1 (3-2, p.) | UE Sant Andreu           | Municipal del Guinardó           |
| XXXIV                                                                   | 2019 |      | Terrassa FC (1)     | 2-1           | CF Badalona              | Municipal del Guinardó           |
| No es disputà el 2020 per la emergència sanitària de la COVID-19        |      |      |                     |               |                          |                                  |
| XXXV                                                                    | 2021 |      | UE Sant Andreu (4)  | 1-1 (5-4, p.) | UE Sants                 | Municipal del Guinardó           |
| XXXVI                                                                   | 2022 |      | Terrassa FC (2)     | 1-0           | CE Manresa               | Municipal del Guinardó           |
| XXXVII                                                                  | 2023 |      | UE Sant Andreu (5)  | 1-1 (4-2, p.) | CE Manresa               | Municipal Nou Sardenya           |
| XXXVIII                                                                 | 2024 |      | UE Sant Andreu (6)  | 2-1           | CE Europa                | Municipal del Guinardó           |

## Palmarès masculí
7 títols
- CF Badalona (1987, 2003, 2004, 2008, 2011, 2017, 2018)

6 títols
- UE Sant Andreu (2005, 2007, 2014, 2021, 2023, 2024)

5 títols
- CE Júpiter (1985, 1988, 1989, 1995, 2000[5])

4 títols
- FC Martinenc (1984, 1986, 1990, 1991)

3 títols
- UA Horta (1994, 1996, 1997)

2 títols
- UDA Gramenet B (2001, 2002)
- Terrassa FC (2019, 2022)

1 títol
- FC Vilafranca (2016)
- CE L'Hospitalet (2015)
- AE Prat (2013)
- FC Santboià (2012)
- CE Europa (2010)
- CD Masnou (2009)
- CE Premià (2006)
- UE Badaloní (1999)
- UE Sants (1993)

## Historial de Finals (femení)
| Edició | Any       | Campió                                        | Resultat                                      | Finalista                                     | Seu                                           |
| ------ | --------- | --------------------------------------------- | --------------------------------------------- | --------------------------------------------- | --------------------------------------------- |
| I      | 2008      | RCD Espanyol (1)                              | 3–0                                           | UE L'Estartit                                 | Municipal Narcís Sala                         |
| II     | 2009      | RCD Espanyol (2)                              | 0–0 (4–2, p.)                                 | FC Barcelona                                  | Municipal Narcís Sala                         |
| III    | 2010      | RCD Espanyol (3)                              | 5–1                                           | UE L'Estartit                                 | Municipal del Guinardó                        |
|        | 2011–2017 | No es va disputar                             | No es va disputar                             | No es va disputar                             | No es va disputar                             |
| IV     | 2018      | CE Júpiter (1)                                | 2–1                                           | FC Martinenc                                  | Municipal del Guinardó                        |
| V      | 2019      | CE Júpiter (2)                                | 3–0                                           | CE Sabadell                                   | Municipal del Guinardó                        |
|        | 2020      | No es va disputar per la crisi de la COVID-19 | No es va disputar per la crisi de la COVID-19 | No es va disputar per la crisi de la COVID-19 | No es va disputar per la crisi de la COVID-19 |
| VI     | 2021      | UE Cornellà (1)                               | 2–0                                           | Terrassa FC                                   | Municipal del Guinardó                        |
| VII    | 2022      | CF Igualada                                   | 4–1                                           | Sant Cugat FC                                 | Municipal del Guinardó                        |
| VIII   | 2023      |                                               |                                               |                                               | La Verneda                                    |

## Palmarès femení
3 títols
- RCD Espanyol (2008, 2009, 2010)

2 títols
- CE Júpiter (2018, 2019)

1 títol
- UE Cornellà (2021)
- CF Igualada (2022)